# 2020 au Portugal
Chronologie du Portugal
- 2016
- 2017
- 2018
- 2019
- 2020
- 2021
- 2022
- 2023
- 2024

Cette page concerne les évènements survenus en 2020 au Portugal  :

## Évènement
- Pandémie de Covid-19 au Portugal
- Sanlúcar de Barrameda 2019-2022
- 31 juillet : Accident ferroviaire de Soure (en).
- octobre : Ouragan Epsilon (en)
- 25 octobre : Élections régionales dans les Açores

## Sport
- Championnat du Portugal féminin de football 2019-2020
- Championnat du Portugal de football 2020-2021
- Championnat du Portugal de football de deuxième division 2020-2021
- Grand Prix moto du Portugal
- 19-23 février : Tour de l'Algarve (cyclisme)
- 25 octobre : Grand Prix automobile du Portugal
- 27 septembre-5 octobre : Tour du Portugal (cyclisme)

## Culture

### Sortie de film
- Fatima
- Gaza mon amour
- Mosquito
- L'Ordre moral

## Décès
- Júlio Castro Caldas, avocat et personnalité politique.
- Maria Velho da Costa, écrivaine.
- Fernanda Pires da Silva (en), femme d'affaires.
- Maria de Sousa (en), immunologiste.
- Pedro Lima,  acteur et nageur.